# Sonate K. 418
La sonate K. 418 (F.364/L.26) en fa majeur est une œuvre pour clavier du compositeur italien Domenico Scarlatti.

## Présentation
La sonate K. 418, en fa majeur, notée Allegro, forme une paire avec la sonate suivante. Elle a des allures de toccata au dessin continu de croches. Dans le manuscrit de Parme qui reprend la même paire, elle est précédée par la sonate K. 413 qui démontre une continuité musicale, notamment les sauts à la main gauche, alors que ces mêmes sauts obsessionnels se présentent à la main droite, dans la présente. À Venise les sonates sont séparées (IX 30/X 1) ; Kirkpatrick (K. 413/418) et Fadini (F. 359/364), suivant cette source pour leur catalogue, éludent le rapprochement.

## Manuscrits
Le manuscrit principal est le premier numéro du volume X (Ms. 9781) de Venise (1755), copié pour Maria Barbara ; les autres sont Parme XI 27, Münster III 55 (Sant Hs 3966) et Vienne F 3 (VII 28011 F).

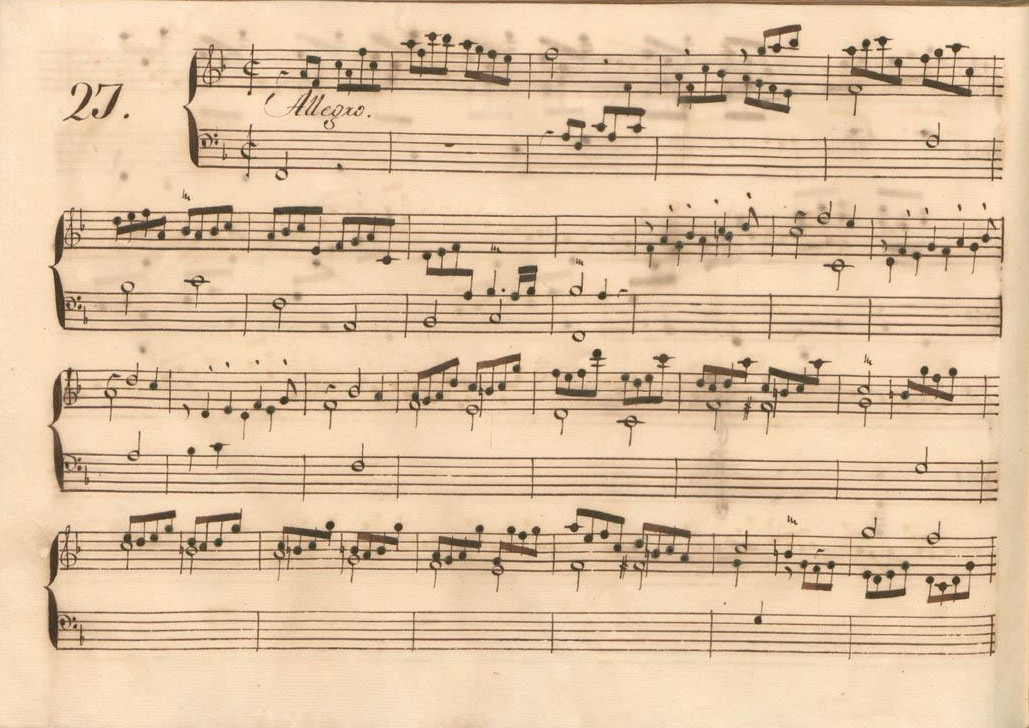
Parme XI 27.
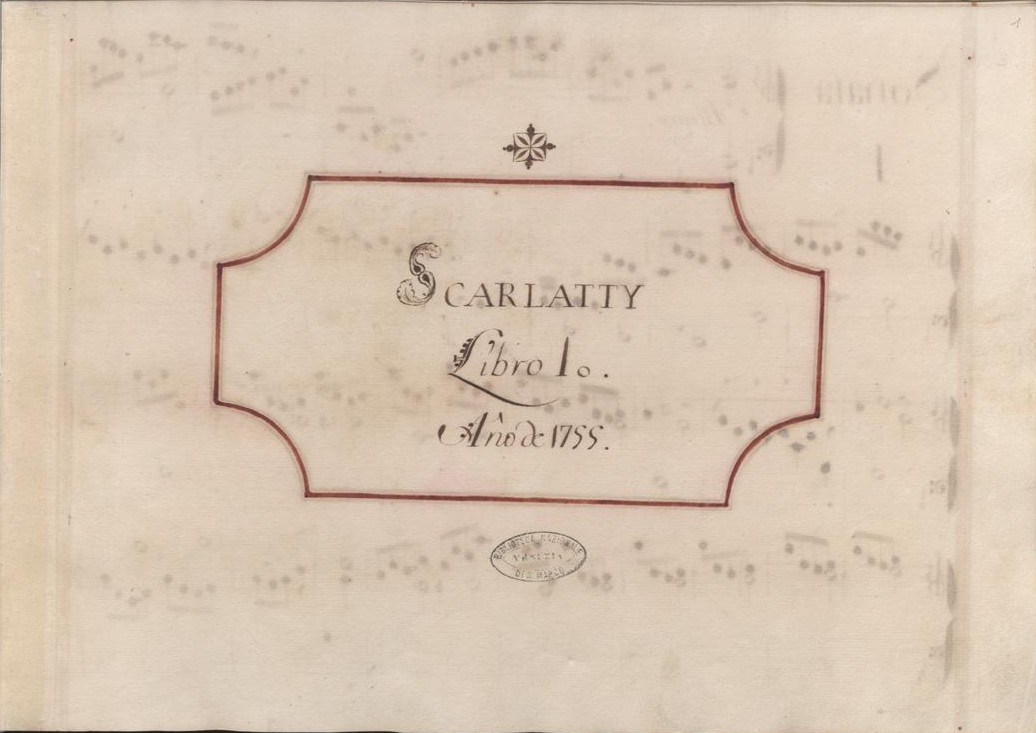
Page de titre du volume X de Venise.
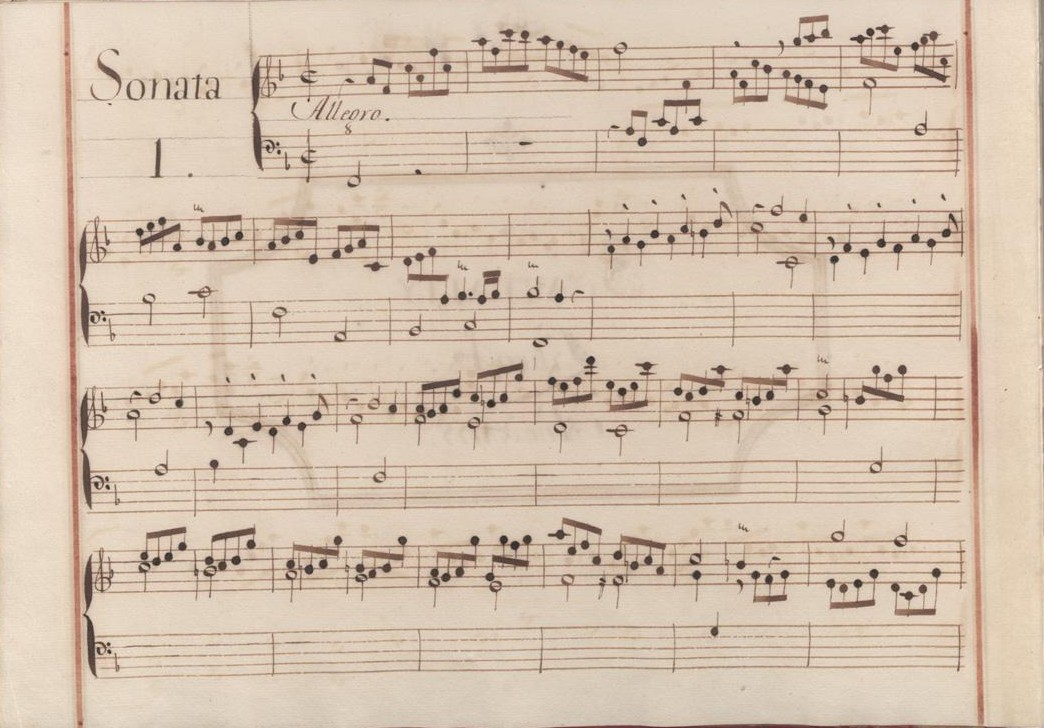
Venise X 1.
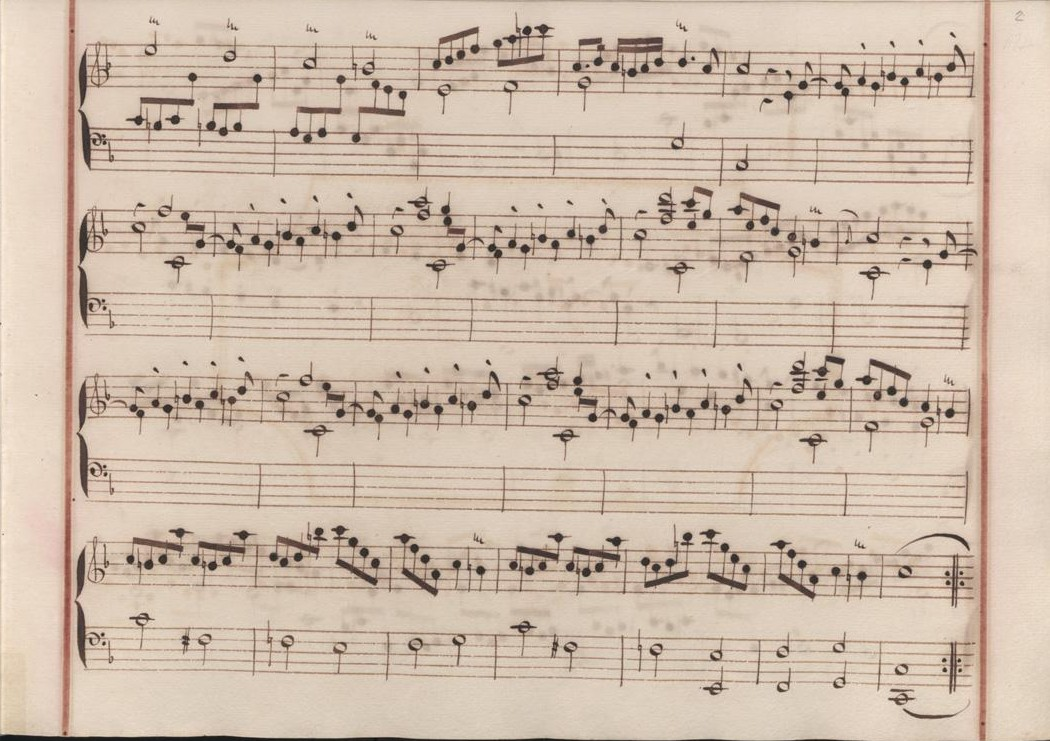
Venise X 1 (fin de la première section).
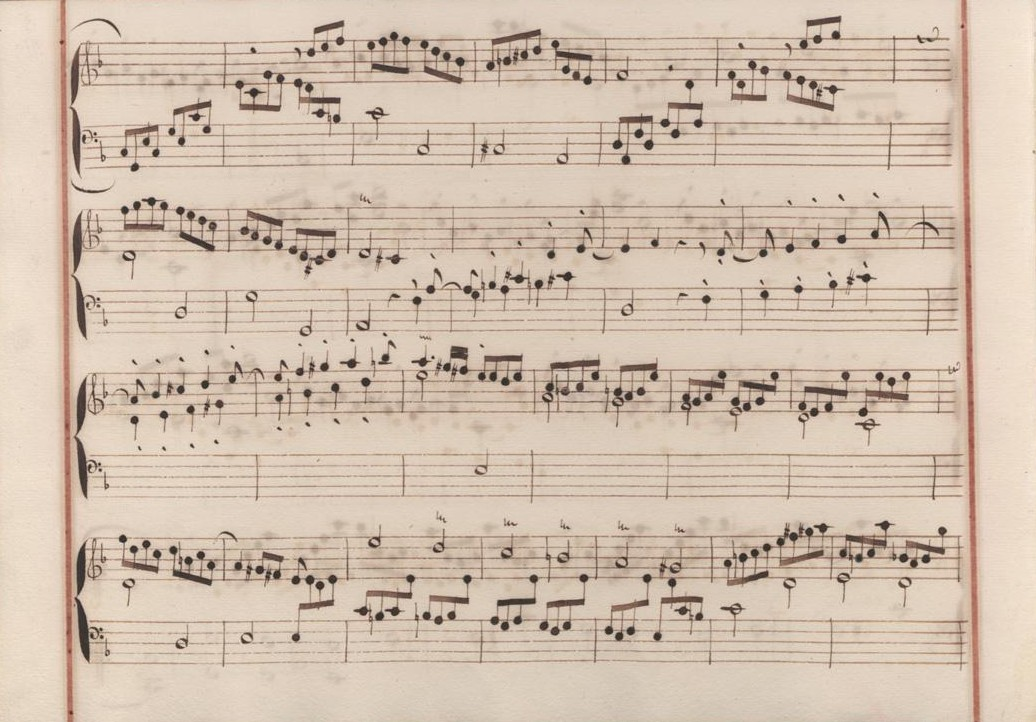
Venise X 1 (début de la seconde section).
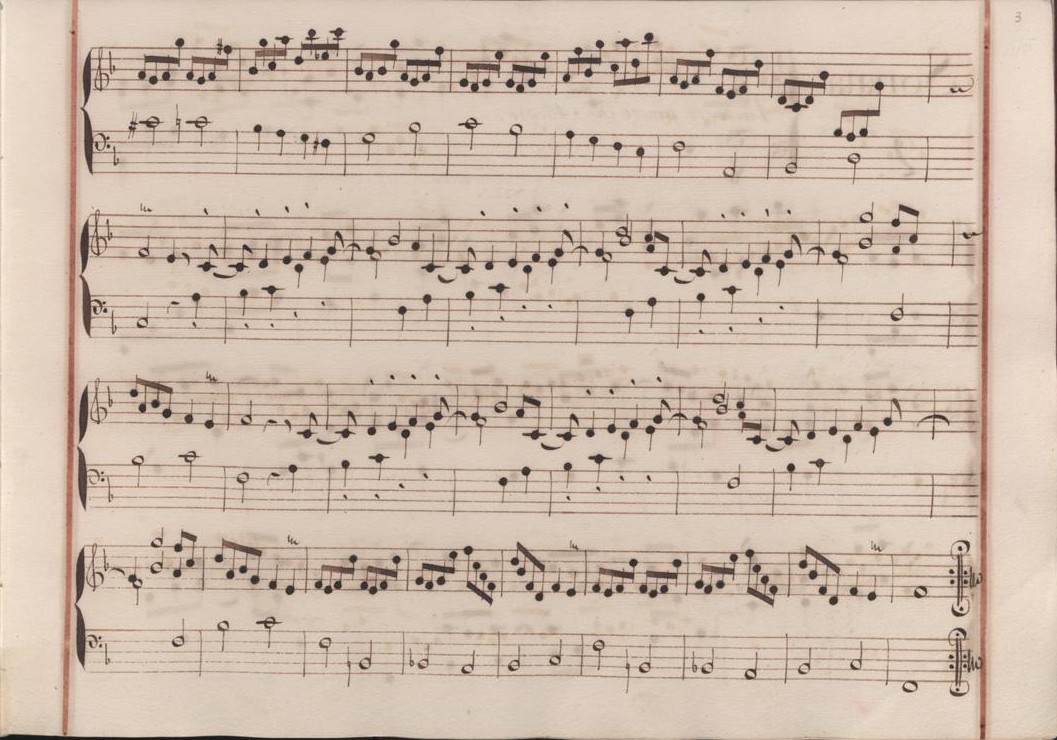
Venise X 1 (fin de la sonate).

## Interprètes
La sonate K. 418 est défendue au piano, notamment par Carlo Grante (2013, Music & Arts, vol. 4) et Sean Kennard (2015, Naxos, vol. 17) ; au clavecin par Huguette Dreyfus (1978, Denon), Scott Ross (1985, Erato), Colin Tilney (1987, Dorian), Richard Lester, clavecin et piano-forte (2003, Nimbus, vol. 3) et Pieter-Jan Belder (Brilliant Classics, vol. 8).
Aladár Rácz l'interprète au cymbalum, accompagné d'Yvonne Rácz-Barblan au piano (Hungaroton). Joseph Petric (2008, Astrila) la joue à l'accordéon.

## Sources
: document utilisé comme source pour la rédaction de cet article.
- Ralph Kirkpatrick (trad. de l'anglais par Dennis Collins), Domenico Scarlatti, Paris, Lattès, coll. « Musique et Musiciens », 1982 (1re éd. 1953 (en)), 493 p. (ISBN 978-2-7096-0118-4, OCLC 954954205, BNF 34689181).
- Alain de Chambure, « Domenico Scarlatti : Intégrale des sonates — Scott Ross », Erato (2564-62092-2), 1985 (OCLC 891183737) .
- (en) Carlo Grante, « Domenico Scarlatti, intégrale des sonates pour clavier (vol. 4) », Music & Arts (CD-1293), 2016 (OCLC 1020680576) .